# Bluthsluster Park

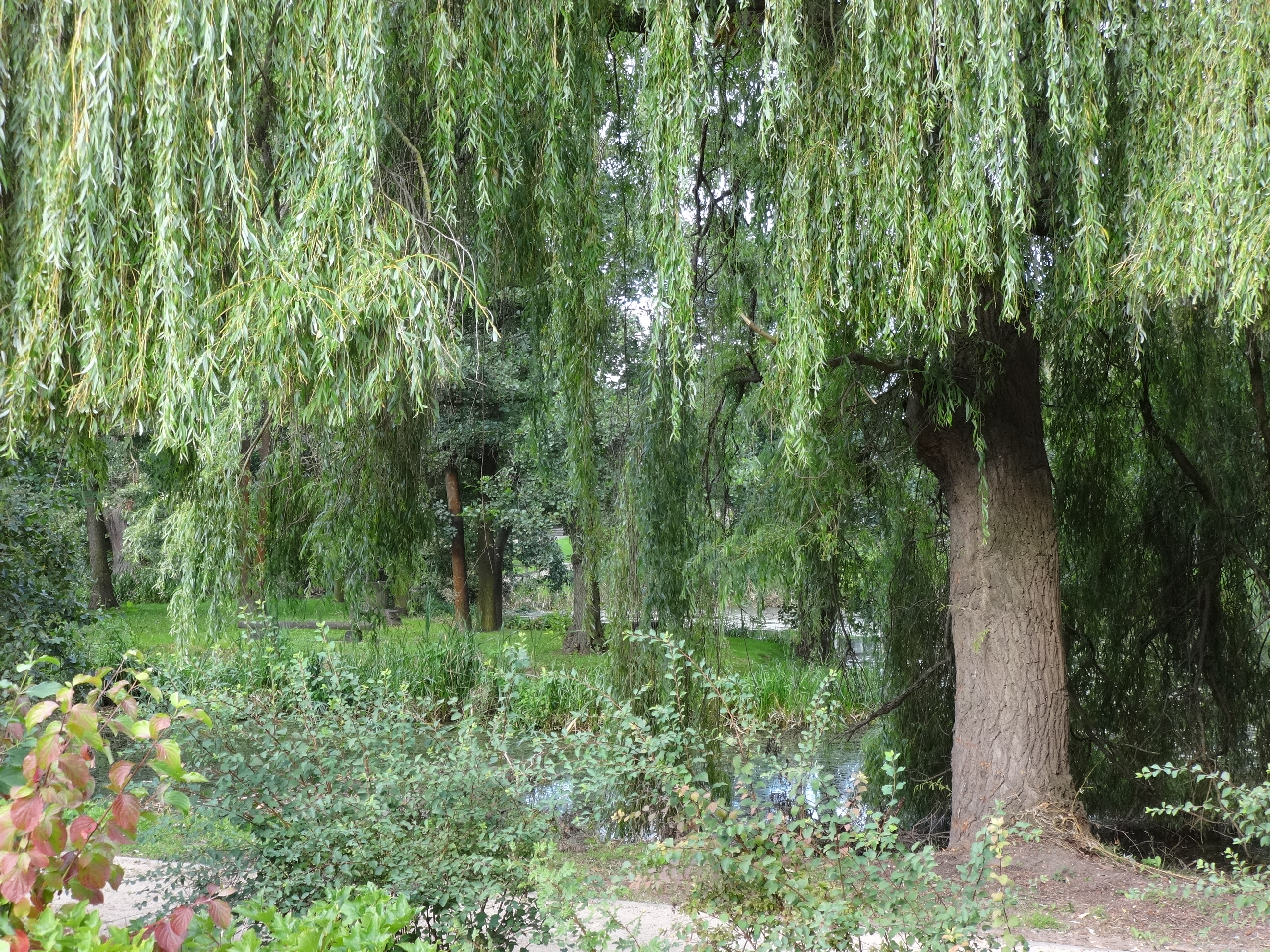
Bluthsluster Park

Der Bluthsluster Park ist eine Parkanlage in der Hansestadt Anklam im Landkreis Vorpommern-Greifswald (Mecklenburg-Vorpommern).

## Geschichte
Der Park entstand auf Initiative des Anklamer Kaufmanns Eduarth Bluth sowie des Apothekers Wilhelm Kummer, die zunächst um 1820 drei Eichen auf einem Gelände anpflanzen ließen, das damals noch vor der Stadtgrenze lag. Am 5. August 1821 feierte man dort den 200. Jahrestag der Erbhuldigung des Herzogtums Pommern. Bluth setzte sich dafür ein, das zwölf Morgen große Areal Stück für Stück zu einer Grünanlage auszubauen. So entstand nach und nach ein abgegrenztes Gelände mit Sitzgelegenheiten und einer Gittertür. Die Bürger Anklams bezeichneten dieses Treiben zunächst ein wenig spöttisch als Bluths Irrgorn (Irrgarten) oder Gösselruh (Gössel sind junge Gänse), doch setzte sich im Laufe der Jahre die Bezeichnung Bluthslust durch.
In den Jahren 1848 bis 1849 unterstützte die Stadt die Erweiterung des Parks mit 50 Talern und stellte dem Kaufmann den erfahrenen Landschaftsarchitekten Franz zur Seite, der auch den Park in Karlsburg gestaltete. So erhielt er seine bis heute noch sichtbare Form. In diesen Jahren legte die Stadt auch den Weg nach Bluthslust neu an. 1968 erfolgte mit dem Bau der Volksschwimmhalle eine Sanierung des Geländes. Schwimmhalle, Park und Tor sind heute in der Landesdenkmalliste eingetragen.